# Ouled Djerad
Ouled Djerad é uma comuna localizada na província de Tiaret, Argélia. Sua população estimada em 2008 era de 45 622 habitantes.